# Battaglia di Riaillé
La battaglia di Riaillé è stata una battaglia della quinta guerra di Vandea combattuta il 6 giugno 1832 a Riaillé.

## Lo scontro
Il 6 giugno 1832, 800 combattenti vandeani comandati da Bernardin Macé de La Roche-Macé e da Félix de Landemont raggiunsero Riaillé dove vennero attaccati da un battaglione del 31º reggimento di fanteria e da una sezione del 54º fanteria di linea venuti da Bonnœuvre. Gli ufficiali vandeani cercarono un compromesso con gli orleanisti, ma dei colpi d'arma da fuoco fecero riprendere lo scontro. I vandeani caricarono alla baionetta, mettendo i soldati orleanisti in fuga verso un luogo detto Colombeau.

## Perdite
Secondo Courson, le truppe orleaniste persero un terzo dei loro. Tuttavia, lo stato civile di Riaillé menziona solo quattro nomi di granatieri del 54°, uccisi durante il combattimento · . Questa fu l'unica vittoria dei legittimisti nella guerra di Vandea del 1832; poco dopo i vandeani dovettero abbandonare la città di fronte all'avanzata delle truppe del generale Dermoncourt dirette contro di loro.